# All-Amerikkkan Badass
Albums de Joey Bada$$
B4.DA.$$
(2015)
Singles
1. Devastated
Sortie : 16 mai 2016
2. Land of the Free
Sortie : 20 janvier 2017

All-Amerikkkan Badass (stylisé ALL-AMERIKKKAN BADA$$) est le deuxième album studio de Joey Bada$$, sorti le 7 avril 2017.

## Historique
L'album a été annoncé par la diffusion de différents extraits, le premier dévoilé en avril 2016 pendant le Coachella Festival. Le succès a été immédiat, en partie grâce au penchant pop que la musique adopte.
Il faut attendre le 16 janvier 2017, lors du Martin Luther King Day, pour que le rappeur de Pro Era annonce la sortie de son prochain extrait, très engagé, Land of the Free, qui sort quatre jours plus tard. C'est notamment cet extrait qui pose le thème de l'album (inégalités, racisme et espoir sont les grands points abordés). Joey donnera d'ailleurs une interview très intéressante à Genius dans laquelle il explique et illustre les paroles de son dernier extrait. Le 6 mars, est publié le clip de Land of the Free qui transmet très bien le message que la musique voulait faire passer.
C'est le 30 mars, une semaine avant la sortie de l'album, que Joey dévoile l'ultime extrait d'ALL-AMERIKKKAN BADA$$, Rockabye Baby, avec un featuring de Schoolboy Q. Dans cette chanson, Joey et Q remettent en question leur « place dans la société américaine ».
La date de sortie du disque s'inscrit également dans la carrière de Joey : le 7 avril, ou 4/7, fait allusion au logo 47 de Pro Era.
Le 2 avril 2017 Joey Bada$$ a annoncé, via Twitter, que cet album serait le dernier à sortir sous format physique.

### Titre de l'album
Le titre ALL-AMERIKKKAN BADA$$ est une possible référence à la première mixtape de Capital Steez, son ami disparu et cofondateur de Pro Era, intitulée AmeriKKKan Korruption. On pense également au premier album solo du Californien Ice Cube qui s'appelait AmeriKKKa's Most Wanted. Dans les trois cas, le mot « America » a été intentionnellement mal orthographié (Amerikkka) faisant allusion à l'organisation suprémaciste blanche, le Ku Klux Klan.

## Liste des pistes
| All-Amerikkkan Badass | All-Amerikkkan Badass                                                 | All-Amerikkkan Badass                                               | All-Amerikkkan Badass                     | All-Amerikkkan Badass | All-Amerikkkan Badass | All-Amerikkkan Badass | All-Amerikkkan Badass | All-Amerikkkan Badass | All-Amerikkkan Badass |
| No                    | Titre                                                                 | Auteur                                                              | Producteur(s)                             | Durée                 |                       |                       |                       |                       |                       |
| --------------------- | --------------------------------------------------------------------- | ------------------------------------------------------------------- | ----------------------------------------- | --------------------- | --------------------- | --------------------- | --------------------- | --------------------- | --------------------- |
| 1.                    | Good Morning Amerikkka                                                | - Jo-Vaughn Scott - Khalil Abdul-Rahman - Sam Barsh - Dan Seeff     | DJ Khalil                                 | 1:38                  |                       |                       |                       |                       |                       |
| 2.                    | For My People                                                         | - Scott - Abdul-Rahman - Adam Pallin - Barsh - Seeff                | - DJ Khalil - 1-900*                      | 3:53                  |                       |                       |                       |                       |                       |
| 3.                    | Temptation                                                            | - Scott - Pallin - Kirlan Labarrie                                  | - 1-900 - Kirk Knight                     | 4:04                  |                       |                       |                       |                       |                       |
| 4.                    | Land of the Free                                                      | - Scott - Labarrie - Pallin                                         | - 1-900 - Kirk Knight                     | 4:44                  |                       |                       |                       |                       |                       |
| 5.                    | Devastated                                                            | - Scott - Labarrie - Pallin - Powers Pleasant                       | - 1-900 - Kirk Knight - Pleasant          | 3:27                  |                       |                       |                       |                       |                       |
| 6.                    | Y U Don't Love Me? (Miss Amerikkka)                                   | - Scott - Pallin - Pleasant                                         | - 1-900 - Pleasant                        | 3:19                  |                       |                       |                       |                       |                       |
| 7.                    | Rockabye Baby (featuring Schoolboy Q)                                 | - Scott - Pallin - Che Jessamy - Janko Nilovic - Quincy Hanley      | - Chuck Strangers - 1-900 - Jake Bowman** | 3:44                  |                       |                       |                       |                       |                       |
| 8.                    | Ring the Alarm (featuring Kirk Knight, Nyck Caution and Meechy Darko) | - Scott - Labarrie - Pallin - Jesse Cordasco - Dimitri Simms        | - Kirk Knight - 1-900                     | 4:20                  |                       |                       |                       |                       |                       |
| 9.                    | Super Predator (featuring Styles P)                                   | - Scott - Patrick Baril - Trevor Duncan - Brady Watt - David Styles | Statik Selektah                           | 4:12                  |                       |                       |                       |                       |                       |
| 10.                   | Babylon (featuring Chronixx)                                          | - Scott - Pallin - Gabriel Stevenson - Jamar McNaughton             | - Like - 1-900                            | 5:36                  |                       |                       |                       |                       |                       |
| 11.                   | Legendary (featuring J. Cole)                                         | - Scott - Baril - Caswell Weinbren - Andile Yenana - Jermaine Cole  | Statik Selektah                           | 4:38                  |                       |                       |                       |                       |                       |
| 12.                   | Amerikkkan Idol                                                       | - Scott - Abdul-Rahman - Barsh - Seeff                              | DJ Khalil                                 | 6:12                  |                       |                       |                       |                       |                       |
| 49:42                 |                                                                       |                                                                     |                                           |                       |                       |                       |                       |                       |                       |

Notes
- * indique un coproducteur
- ** indique un coproducteur non crédité
- Tous les titres de chansons de cet album, y compris ses singles, sont stylisés en lettres majuscules (à l'exception des artistes présentés).  Toutes les occurrences des lettres « KKK » sont barrées.